# 송악두레논매기
송악두레논매기는 충청남도 아산시 송악면에 있다. 2014년 3월 25일 아산시의 향토문화유산 제호로 지정되었다.

## 개요
송악두레논매기는 평촌리 출신인 현 회장인 박용선(1965년생)은 어렸을 때부터 마을에서상쇠와 벅구잽이 등 풍물을 치던 조부인 고 박일복에게 ‘퉁퉁이’ 장단과 풍물을 배웠다.결혼 후 평촌리에서 출퇴근을 하며 온양 시내에 가게를 하며 살던 박용선 회장은 1997년전 송악으로 이주한 후 마을 어르신들과 함께 할 수 있는 일을 찾다 어렸을 때 배웠던 풍물을 하기로 하고 2002년 2월 22일 ‘송악풍물연구회’가 결성되었다. 이 후 2004년 송악풍물 연구회는 마을의 어르신들과 기존 연구회 회원들을 중심으로 ‘송악풍물두레논매기보존회’를 재탄생하였다. 이후 매년 송악두레논매기 보존행사를 개최하고 있다. 송악두레논매기보존행사는 2004년 1회부터 2007년 4회까지는 실제 만물 매기 시점인 7월 초·중순에 재연행사를 했다. 2008년 5회부터 행사일을 5월초로 옮겨 행사를 치렀는데 그 이유가 송악면에는 어르신들을 위하는 경로위안잔치가 없으니 행사일을 옮 겸해서 치르자는 것이었다. 왜냐하면 논매기 회원 중 논에 들어가 소리를 하고 피를 뽑는 사람들이 대부분 고령의 어르신들이었기 때문이다. 이런 의견이 받아들여져 논매기보존행사는 5월 8일 어버이날이 있는 주의 토요일이나 일요일에 개최되었다. 하지만 시연 내용 중 모심기 소리가 있다고는 해도 모내기철에 논매기 소리를 주로 한다는 것이 시의적절하지 않다는 의견이 제기되면서 2010년에는다시 7월 초로 환원되었다. 이후 2012년까지 6월 말~7월 초에 개최하다 2013년에는 5월 8일 어버이날 행사를 개최하였다.